# Marcel Pavel
Marcel Pavel (ur. 4 grudnia 1959 w Gałaczu) – rumuński piosenkarz.

## Życiorys
Urodził się w Gałaczu w rodzinie o tradycjach muzycznych: jego ojciec jest skrzypkiem, jego rodzeństwo także jest powiązane z muzyką: brat Micky jest wokalistą oraz gra na saksofonie i instrumentach klawiszowych, drugi z braci (Gigi) mieszka w Niemczech i pracuje jako saksofonista, a siostra Gina jest pianistką i wokalistką. Jego dziadkiem był Ion Taraș, znany minstrel. Jak podkreślił w jednym z wywiadów, największy wpływ na jego życie i karierę miała jego matka, która nie była związana ze środowiskiem muzycznym.
Zainteresował się muzyką w wieku trzech lat, kiedy zaczął naukę gry na perkusji. W tym samym roku razem z rodziną przeprowadził się do Câmpulungu, gdzie kilka lat później rozpoczął naukę w Szkole Muzyki i Sztuk Pięknych w klasie wiolonczeli i fortepianu. Uczęszczał też do Liceum Nauk Muzyki i Nauk Plastycznych w Pitești oraz ukończył naukę w Narodowym Uniwersytecie Muzycznym w Bukareszcie na wydziale śpiewu klasycznego.
W 1996 otrzymał nagrodę Vocea de la miezul nopții, przyznawaną przez dwumiesięcznik Actualitatea Muzicală Publishing House. Dwa lata później zajął dziewiąte miejsce w krajowych eliminacjach do 43. Konkursu Piosenki Eurowizji z utworem „Suntem oameni”, który nagrał we współpracy z Gabrielem Cotabitą, Mirelą Fugaru, Danielą Vladescu i Alin Opreą. W swojej karierze przez krótki czas był także członkiem zespołu Riff.
W 2000 wydał album pt. Frumoasa mea oraz otrzymał tytuł Głosu roku. W 2001 wydał kolejny album studyjny pt. Te vreau lângă mine oraz pierwszą płytę koncertową pt. Concert live la Ateneul Român - Marcel Pavel și invitații săi. W 2002 z utworem „Tell Me Why”, nagranym w duecie z Monicą Anghel, zwyciężył w krajowych eliminacjach do 47. Konkursu Piosenki Eurowizji, dzięki czemu zostali reprezentantami Rumunii na Eurowizji 2002 organizowanej w Tallinnie. 25 maja zajęli dziewiąte miejsce w finale konkursu.
Pod koniec lutego 2004 wydał album pt. Doar pentru tine. W 2007 wydał album pt. De dragul tau, na którym znalazł się m.in. singiel „No podre vivir”, z którym zajął piąte miejsce w krajowych selekcjach do 52. Konkursu Piosenki Eurowizji. W 2010 wydał składankę przebojów pt. The best of. Rok później wydał album studyjny pt. Nu te mai am, a w 2013 – dwupłytowe wydawnictwo pt. Very Classic, będące zapisem jego koncertu Palace Hall w Bukareszcie.

## Życie prywatne
W 1992 ożenił się z Violetą Șmîșleaevą, byłą baletnicą Teatru Bolszoj, z którą ma trójkę dzieci: Sashę (ur. 1996), Richarda (ur. 1997) i Ioanę Iuvenalię (ur. 2013).

## Dyskografia
| Albumy studyjne - Frumoasa mea (2000) - Te vreau lângă mine (2001) - Doar pentru tine (2004) - De dragul tau (2007) - Nu te mai am (2011) | Albumy koncertowe - Concert live la Ateneul Român - Marcel Pavel și invitații săi (2001) - Very Classic (2013) Albumy kompilacyjne - The Best of (2010) |